# HD 27894 b
HD 27894 b es un planeta extrasolar situado a 138 años luz en la constelación de Reticulum, orbitando la estrella HD 27894. Este planeta es un gigante gaseoso con una masa de al menos dos tercios la de Júpiter. Su semieje mayor es de solo 0,12 UA y su periodo orbital es de 18 días.